# Alfred A. Häsler

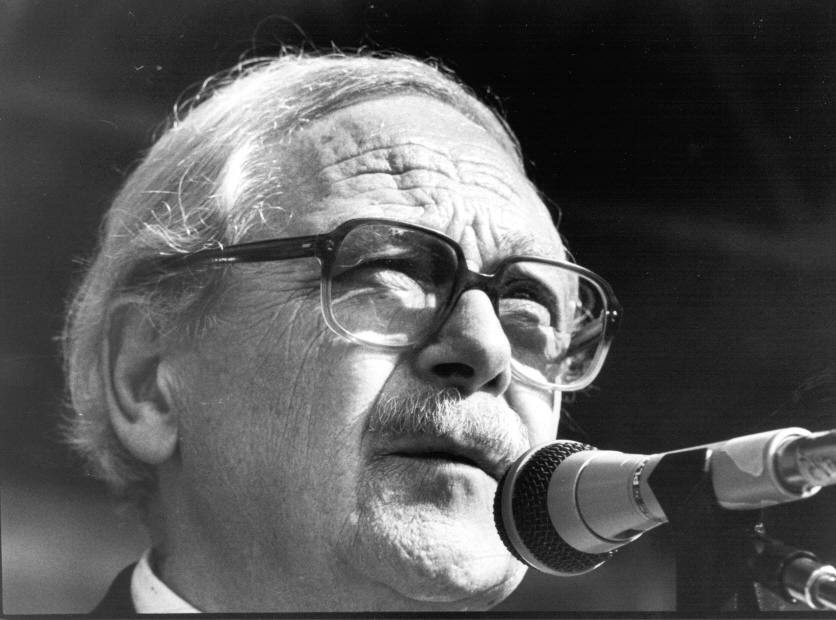
Alfred A. Häsler (1986)

Alfred Adolf Häsler (* 19. März 1921 in Wilderswil; † 7. April 2009 in Zürich) war ein Schweizer Journalist und Schriftsteller. Bekannt wurde er insbesondere mit der Darstellung der schweizerischen Flüchtlingspolitik unter dem Titel Das Boot ist voll, der literarischen Vorlage zum gleichnamigen Film von Markus Imhoof.

## Leben
Häsler wuchs als Bauernsohn im Berner Oberland auf. Noch während seiner Lehre als Typograf verfasste er 1939 seinen ersten Artikel (über die Gestapo) in der Zeitung Die Nation.
Während des Zweiten Weltkriegs schrieb er gegen den Nationalsozialismus und half bei der Flüchtlingsbetreuung in Jugoslawien, Bulgarien und Polen mit. Gegen Kriegsende schloss er sich der kommunistischen Bewegung an und wurde Mitglied der Partei der Arbeit (PdA); 1956, nach der Niederschlagung des Ungarnaufstands, trat er aus. 1948 heiratete er die polnische Widerstandskämpferin Zofia Pawliszewska.
Von 1958 bis 1977 arbeitete er als Redaktor der Tat, dann bis 1984 der Weltwoche, dazu von 1964 bis 1985 beim Magazin von Ex Libris, daneben auch als freier Mitarbeiter beim Schweizer Fernsehen und Radio. Zentrale Themen seines Engagements als Zeitkritiker waren Fremdenfeindlichkeit, Jugendprobleme und Umweltschutz.

## Auszeichnungen (Auswahl)
- 1967: Einzelwerkpreis der Schweizerischen Schillerstiftung
- 1986: Ehrendoktor der ev.-theol. Fakultät der Universität Zürich
- 1992: Fischhof-Preis der Stiftung gegen Rassismus und Antisemitismus GRA und der Gesellschaft Minderheiten in der Schweiz GMS.[2]

## Bücher

### Literarische Werke
- Thymian. Geschichten von kleinen Leuten hinter den grossen Bergen. Perl, Zürich 1956.
- Kaspar Iten. Roman. F. Reinhardt, Basel 1960.
- Einen Baum pflanzen. Gelebte Zeitgeschichte. Autobiografie. Pendo, Zürich 1996.

### Sachbücher
- Jeremias zu Besuch bei… Gespräche, Wege, Standorte. Fretz & Wasmuth, Zürich 1965.
- Überforderter Kader? Gespräche. Fretz & Wasmuth, Zürich 1965.
- «Das Boot ist voll.» Die Schweiz und die Flüchtlinge 1933–1945. Fretz & Wasmuth, Zürich 1967; zeitgleich Exlibris, Zürich; 2., rev. Aufl. 1968.
  - Zahlreiche, jeweils neu durchgesehene Neuauflagen. Taschenbuch, mit einem Essay von Friedrich Dürrenmatt und einem Vorwort von Roger de Weck: Diogenes, Zürich 1989; 2. Aufl. 2008, ISBN 3-257-21699-8.
  - auf Französisch: La Suisse, terre d’asile? La politique de la Confédération envers les réfugiés de 1933 à 1945. Lausanne 1971; wieder (rev. Fass.) als «La barque est pleine.» La Suisse, terre d’asile? La politique de la Confédération envers les réfugiés de 1933 à 1945. Übers. von Philippe Schwed. Vorwort der Neuausgabe: Edith Lazega. Editions M, Zürich 1992.
- Schulnot im Wohlstandsstaat. Vierundzwanzig Gespräche. Fretz & Wasmuth, Zürich 1967.
- Knie. Geschichte einer Circus-Dynastie. Benteli, Bern 1968.
- Der Aufstand der Söhne. Benteli, Bern 1969.
- Leben mit dem Hass. 21 Gespräche. Rowohlt, Reinbek 1969.
- Im Schatten des Wohlstandes. Das Altersproblem in der Schweiz. Rowohlt, Reinbek 1970.
- Zwischen Gut und Böse. Rowohlt, Reinbek 1971.
- Mensch ohne Umwelt? Walter, Olten 1972.
- Gott ohne Kirche? Vierzehn Gespräche. Walter, Olten 1975.
- Die Geschichte der Karola Siegel (mit Ruth Westheimer). Benteli, Bern 1976.
- Das Ende der Revolte. 1968 und die Jahre danach. Benteli, Bern 1976.
- Der Weizenkönig von Tanganjika. Die Geschichte des Schweizer Pioniers August Künzler. Huber, Frauenfeld 1980.
- Einer muss es tun. Leben und Werk von Ernst Göhner. Huber, Frauenfeld 1981.
- Stark für die Schwachen. Fünfundfünfzig Jahre Zeitgeschichte: Der Schweizerische Beobachter. Beobachter, Glattbrugg 1982.
- Gotthard. Als die Technik Weltgeschichte schrieb. Beobachter, Glattbrugg 1982, Huber Frauenfeld Stuttgart.
- Aussenseiter – Innenseiter. 28 Porträts aus der Schweiz. Huber, Frauenfeld 1983.
- Das Abenteuer Migros. 60 Jahre junge Idee. Migros-Genossenschafts-Bund, Zürich 1985.
- Die älteren Brüder. Juden und Christen gestern und heute. Jordan, Zürich 1986.
- Das Berner Oberland. Geschichte und Geschichten. Fischer, Münsingen 1986.
- Durch-Sicht. Texte und Gespräche aus 25 Jahren in der Zeitschrift «ex libris». Ex Libris, Zürich 1987.
- Gesang der Buckelwale: nur noch im All? Visionen und Sachverstand. Pendo, Zürich 1991.
- Adele Duttweiler-Bertschi. Ein Jahrhundert-Leben. Edition M, Zürich 1992.
- Einkehr bei Schriftstellern, Malern und Bildhauern. Ein Buch der Erinnerung. Krebser, Thun 1994.
- Wahrheit verjährt nicht. Eine Orientierung in schwieriger Zeit. Huber, Frauenfeld 1997.

### Als Herausgeber
- Max Geilinger. Leben und Werk. 2 Bände. Fretz & Wasmuth, Zürich 1967.
- Friedrich Traugott Wahlen: Dem Gewissen verpflichtet. Fretz & Wasmuth, Zürich 1967.
- Politik als Verantwortung. F. Reinhardt, Basel 1974.
- Hans-Peter Tschudi: Soziale Demokratie. Reden und Aufsätze. F. Reinhardt, Basel 1975.
- Emil Zbinden: Das graphische Werk 2. Illustrationen zu Jeremias Gotthelf. Ed. Xylon, Hauterive 1984.
- Hans Erni: Lebendige Zeitgenossenschaft. Werke 1979–1987. ABC, Zürich 1987.
- Briefwechsel (mit Friedrich Traugott Wahlen). Huber, Frauenfeld 2003.